# 秋常山古墳群

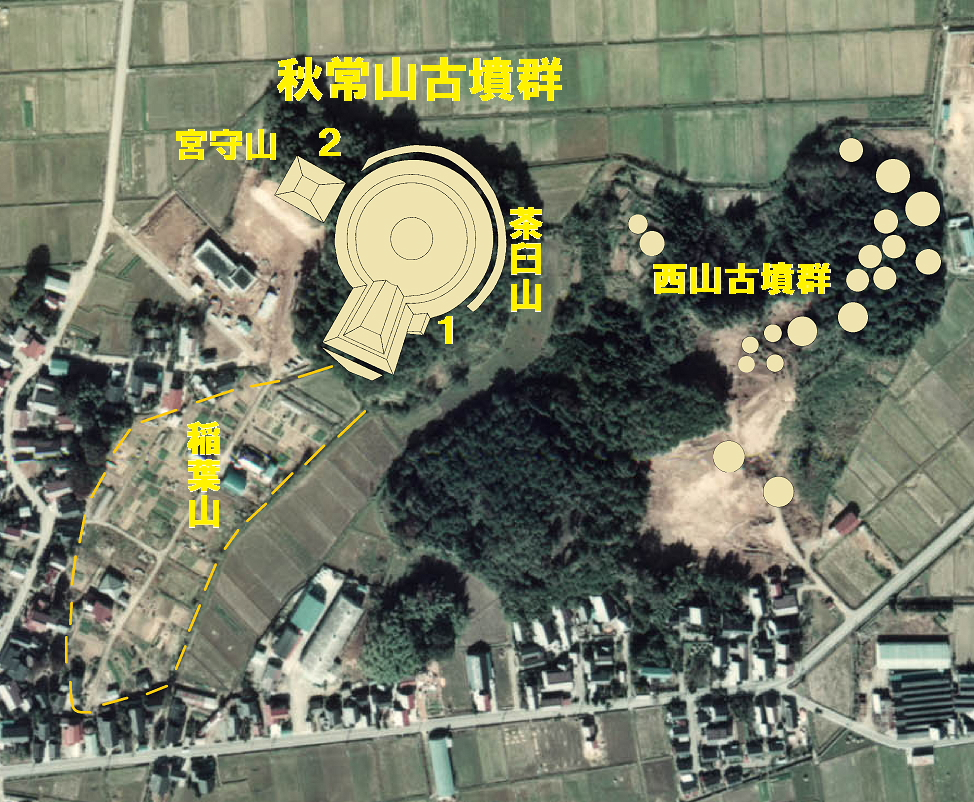
古墳群分布図（空中写真に重ね合せ）。1975年。

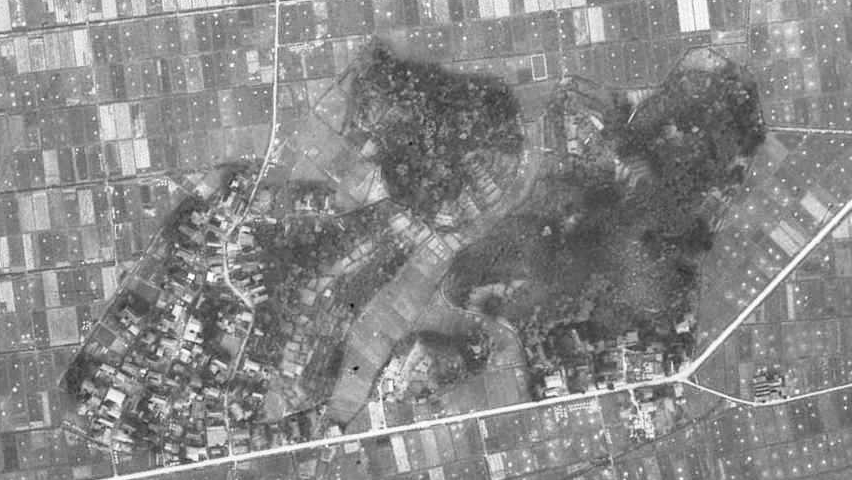
1952年当時の秋常山古墳群（左）と西山古墳群（右）。

秋常山古墳群（あきつねやまこふんぐん）は、石川県能美市秋常町にある古墳の集まりをいう。「能美古墳群」（のみこふんぐん）として、国の史跡に指定されている。
1号墳（前方後円墳）、2号墳（方墳）からなる。手取川下流南岸に広がる	能美古墳群（のみこふんぐん）の一角を占める。1号墳は石川県下で初めて発見された全長100m級の前方後円墳であり、北陸最大規模の前方後円墳でもある。
近年の公園整備で伐採された墳頂からの眺望は良く、日本海や手取川扇状地一帯、小松市市街地方面を一望できる。
古墳群が位置する秋常山は、平野部との比高約20mの丘陵である。秋常山は1号墳が位置する茶臼（ちゃうす）山、2号墳が位置する宮守（えもり）山に分けられるが、現状の丘陵のさらに南側には昭和30年代まで「稲葉山」と呼ばれる細長い丘陵が連なっていた。
なお、地元住民からの教示で、戦時中に多量の鉄器が掘り出され、これを役所に供出したため頂上がすり鉢状になった古墳があったとの見聞を得ているが、現存の1・2号墳にはすり鉢形状が認められないため、稲葉山に該当する古墳があった可能性が指摘されている。
1号墳発見前には「秋常山古墳群」という名称はなく、茶臼山に未確認の小規模古墳である西山（にしやま）10号墳があると考えられていた。すなわち隣接する西山古墳群の範囲に含まれる形で捉えられていた。なお現在の西山古墳群のナンバリングでは、10号墳は欠番となっている。

## 1号墳
秋常茶臼山古墳（あきつねちゃうすやまこふん）の別称もあるが、1985年以降は秋常山1号墳と呼ばれるようになった。
墳丘測量・多数のトレンチ調査等を実施。

### 調査前の墳丘
1984年の発見当時、前方部西側面に藩政時代以前創建と伝えられる秋常八幡神社が鎮座しており、また後円部西方で地表を段状整形した墓地が造営されていた。また後円部東から前方部東側面、前方部正面を中心に戦時中までの段々畑造成によって、墳丘斜面の地形が変容していた。さらに丘陵全体に樹木が繁茂し、見通して全体を観察できる状態ではなかった。

### 墳丘

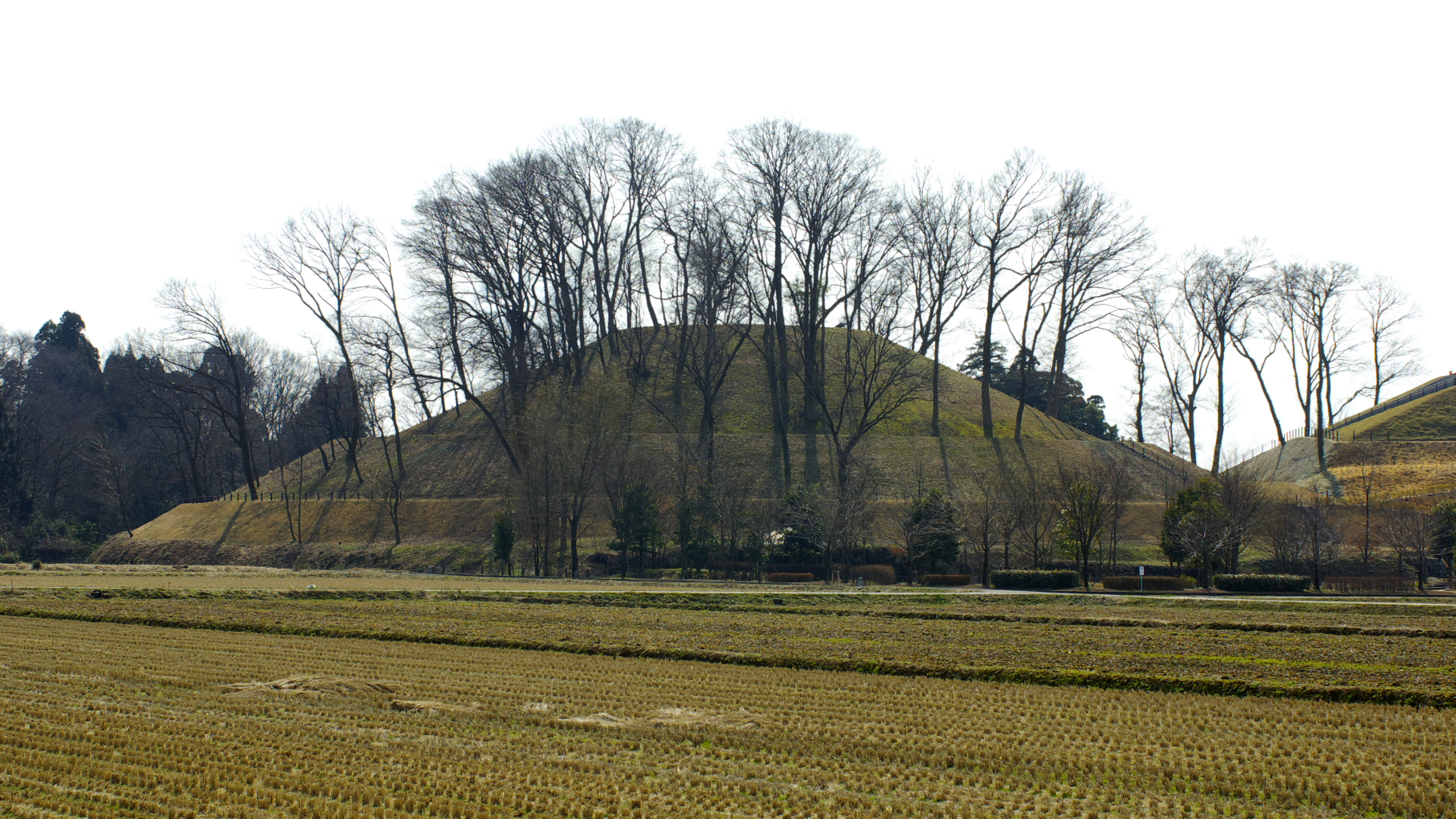
秋常山1号墳後円部遠景。2012年。

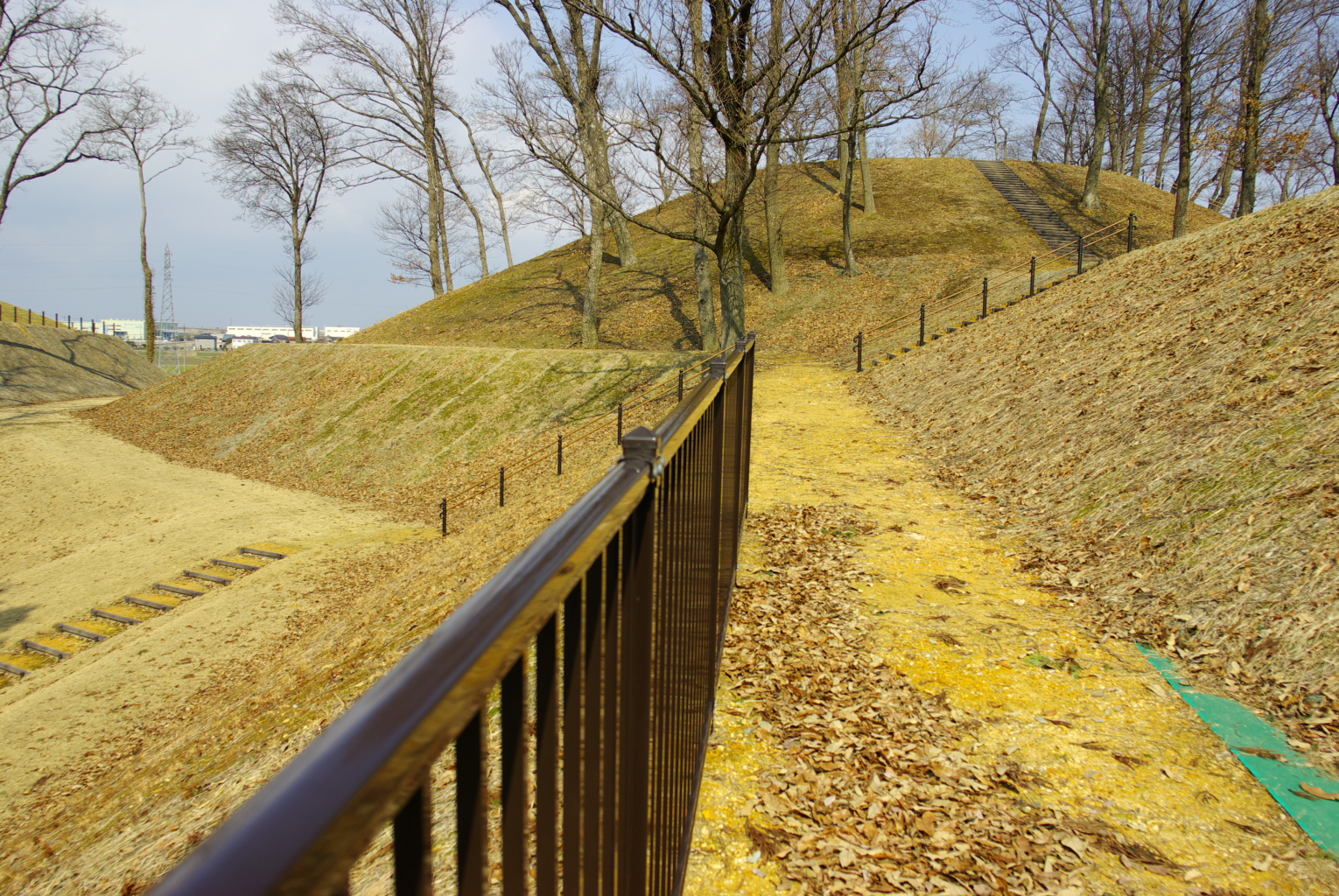
前方部西側からみた秋常山1号墳。2012年。

墳丘全体の形態・規模について、3段築成で墳長約140mとみる考えと、2段築成で墳長約120mとみる考えに見解が分かれている。これは、全周しない下段を墳丘とみるか、墳丘外の基壇とみるかの解釈の違いによるものである。
3段築成の場合の墳丘規模（下段裾）は、全長141.0m、後円部径108.0m、前方部正面幅推定67.0m、後円部高さ19.0m。
2段築成の場合の墳丘規模（中段裾）は、全長121.5m、後円部径90.5m、前方部正面幅推定46.5m、後円部高さ16.0m。
後円部は墳頂まで厚さ3～4m程の盛土でかさ上げされていて、前方部は正面の東隅角に近い部分に盛土を確認するが、概ね旧地形を段状に削平して整形している。
中段東側くびれ部には造り出しがある。東西8m、南北推定16m。表面は盛土で整地。

### 葺石
亜円礫すなわち漂礫による葺石を認める。

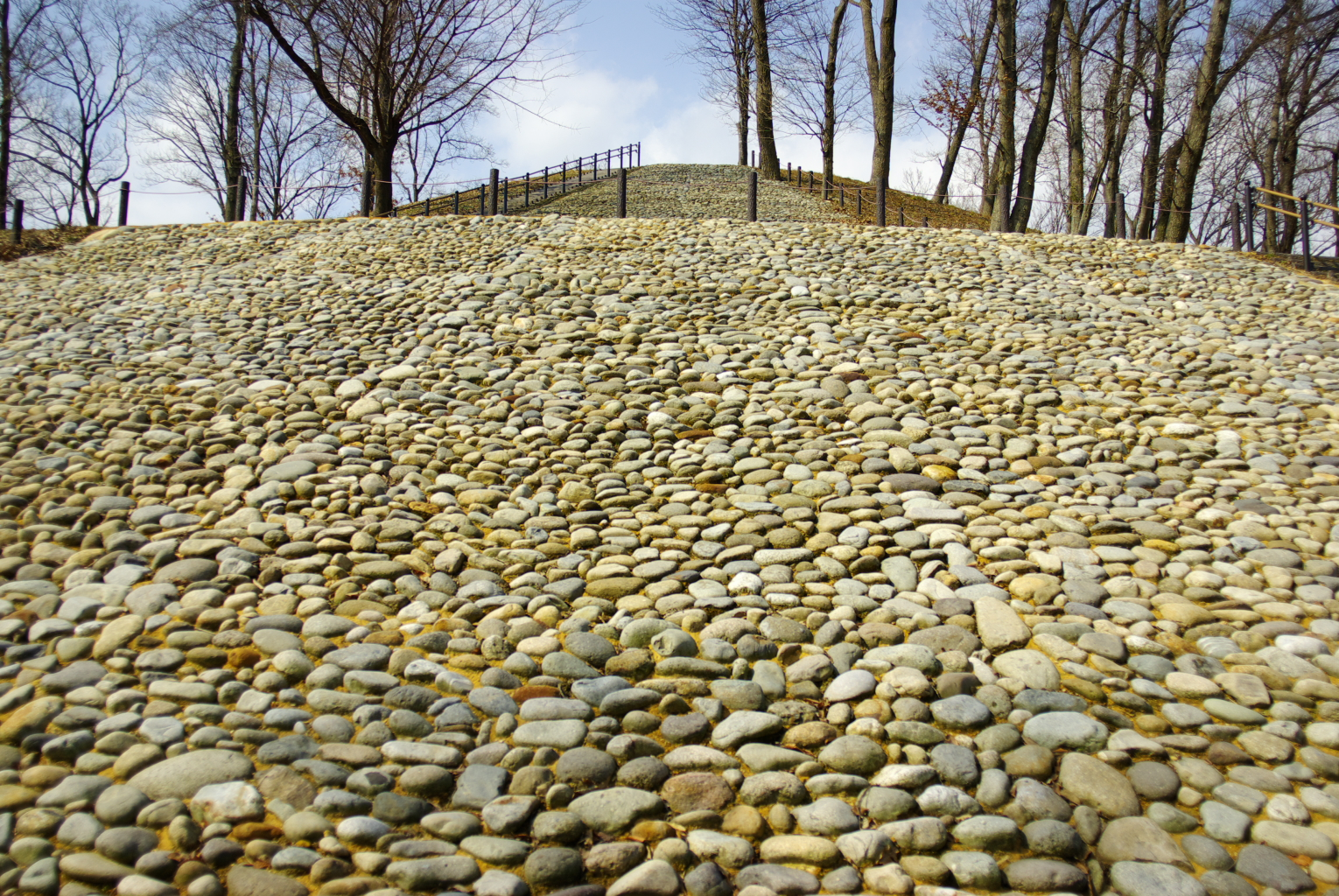
秋常山1号墳の復元された葺石。2012年。

全面に葺石を施していたわけではなく、最小限の範囲で葺石を施工したとみている。
葺石が確認できた範囲は、上段が後円部斜面および前方部左右斜面、中段が後円部後方の北西から東くびれ部までの斜面と前方部東側斜面、および東側造り出し斜面。確認できた以外でも、前方部上段は左右斜面の葺石の存在から、あったことを推定できるとする。前方部中段の葺石は不明。
下段斜面の葺石は、発掘調査の限りでは確認できなかった。たとえあったとしても、後円部北東の一部に限られるとする。
使用石質は27種類あり、その中でも、石英安山岩質火山礫凝灰岩が22.4%、石英安山岩が20%、安山岩質火山礫凝灰岩が18.8%と多い。
葺石石材の原産地としては、手取川扇状地南翼の下流域の白山市源兵島・出合島・水島・橘一帯と判断するという。

### 埋葬施設
埋葬施設は発掘調査されていない。副葬品や埋葬施設に関する伝承もないことから、未掘墳と判断。
しかしながら、自然科学的分析から、下記のような推定がなされている。
- 埋葬主体は後円部墳頂中央に長さ8mを越える木棺（粘土槨）。盗掘等の大きな攪乱はない（地中レーダーと電気探査により）。
- 埋葬主体内部には2か所に鉄器が残っている（磁気探査と地中レーダにより）。
- 後円部墳頂東側にはもう1体の主体部が存在する可能性がある（地中レーダーにより）。
- 前方部墳頂、くびれ部に近いところに、深さ50cm、幅2m、長さ6mの構造物の存在が疑われるが、性格は不明（地中レーダーにより）。

### 出土品
東側くびれ部に施したトレンチ調査により7個体分の高坏が出土。墳丘斜面を覆う黒褐色土（墳丘表土）から検出。くびれ部で行われた祭祀に用いられたミニチュア土器と推定。漆町編年10～11群に該当。

### 築造年代
本州の前方後円墳を10期に分ける考えに従い4期後半、実年代では4世紀第4四半期と結論付けている。その根拠は下記考察によっている。
- 墳形から：造り出しの特徴、3段重ね前方後円墳の型式的位置の検討より。
- 土器から：高坏の編年より。

## 2号墳

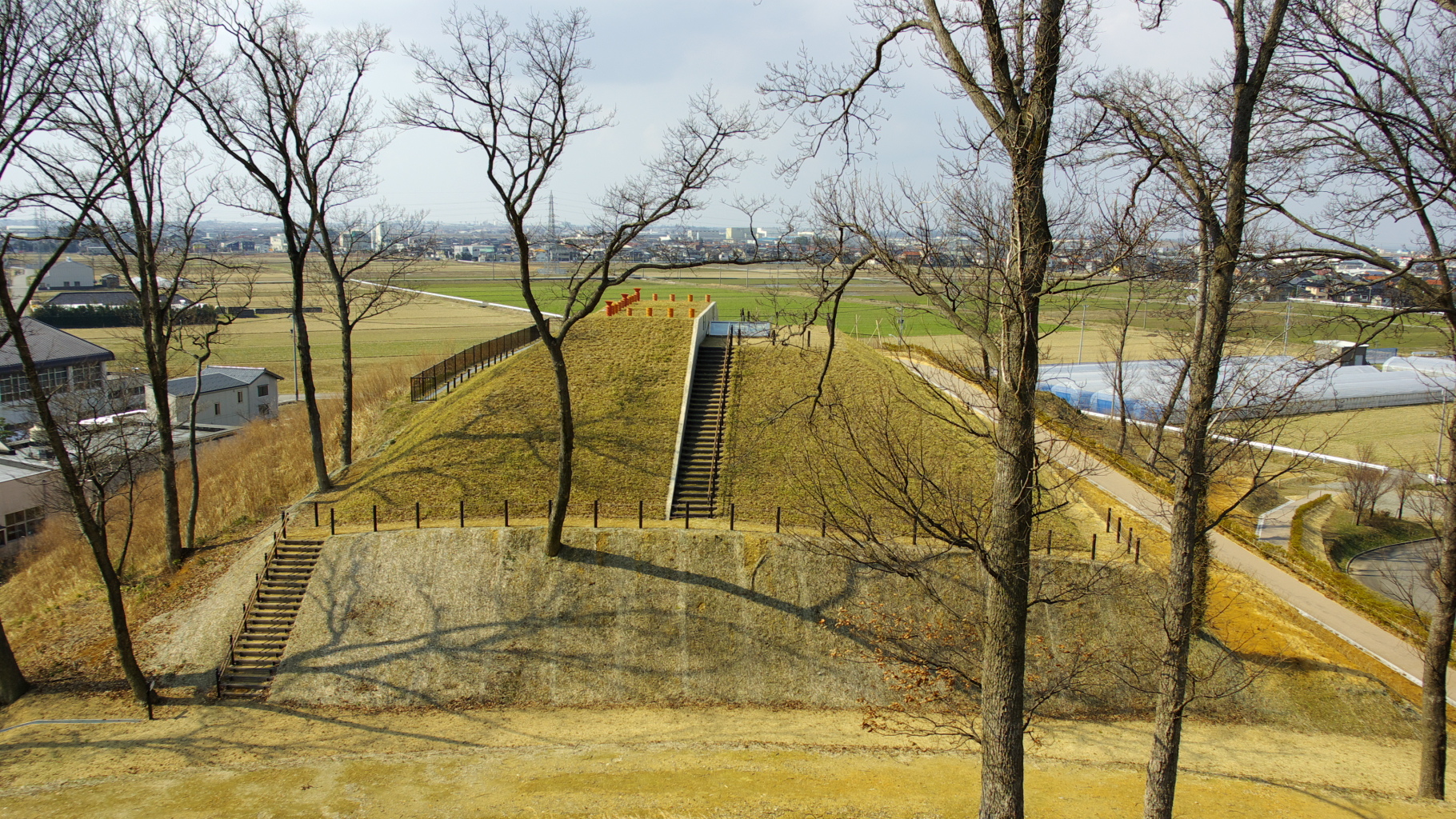
1号墳墳頂からみた2号墳。2012年。

1号墳の西方、宮守（えもり）山に所在するが、1984年の踏査時、すでに墳丘の南西部分が土採りによって崩落していた。
墳丘測量・多数のトレンチ調査等を実施。
古い文献では本墳を前方後方墳としていたが、2001年の調査で墳丘西側、従来くびれ部と思われていた個所に溝を検出。方墳と確認された。

### 墳丘
長方形をなし、東西辺が32.5m、南北辺が崩落のため推定27m。1号墳の主軸にほぼ直角の方向を基準に築造されたとしている。墳丘の高さは北側墳端から5.4m、東側墳端から4.7m、西側区画溝外平坦面から3m（いずれも墳頂が現状より30cm削平されていると仮定した場合）。2段築成の可能性が高い。
墳頂平坦面西辺では盛土が少なくとも3m以上の厚さに達したと推定。

### 埴輪
細辺化した埴輪片が約300点出土。円筒埴輪と朝顔形埴輪の2種で、破片数比で225:64、重量比で4927：2848。いずれも墳丘流土層もしくは畑造成土に含まれ、原位置に樹立する資料はなく、その痕跡を示す遺構も検出されていない。

### 埋葬施設
組み合わせ式木棺を収納した粘土槨。棺は外表幅60数cm、高さ60cm以上、全長2.6m（崩落部までの残存2.1m）程度と推定。

#### 埋葬施設内出土品
棺内に下記出土品あり。
- 滑石製臼玉（滑石小玉）
- 竪櫛
- 細い筒状木質（容器入りの針）
- 鉄柄刀子（蕨手刀子） 2：石川県内初の発見例
- 鉄刀 2

### その他出土品
墳丘西側裾から、下記鉄製工具類が出土。
- 鉇（やりがんな） 5
- 不明鉄製品（鉇？） 2
- 鑿 1
- 鉄斧 1

その他須恵器細片が墳丘斜面から出土。ただし最終的に古墳に伴うと判断できるものはない。

### 築造年代
特定されるに至らないものの、5世紀中葉前後。その根拠は下記考察によっている。
- 埴輪：川西編年4期。須恵器型式でいうとTK216～TK208形式の間に相当
- 粘土槨：本墳の粘土槨（組み合わせ式木棺の側部から天井部を粘土で被覆するタイプ）の類例として、能美市の和田山5号墳や下開発茶臼山1号墳があることから

## 能美古墳群の中の秋常山1号墳

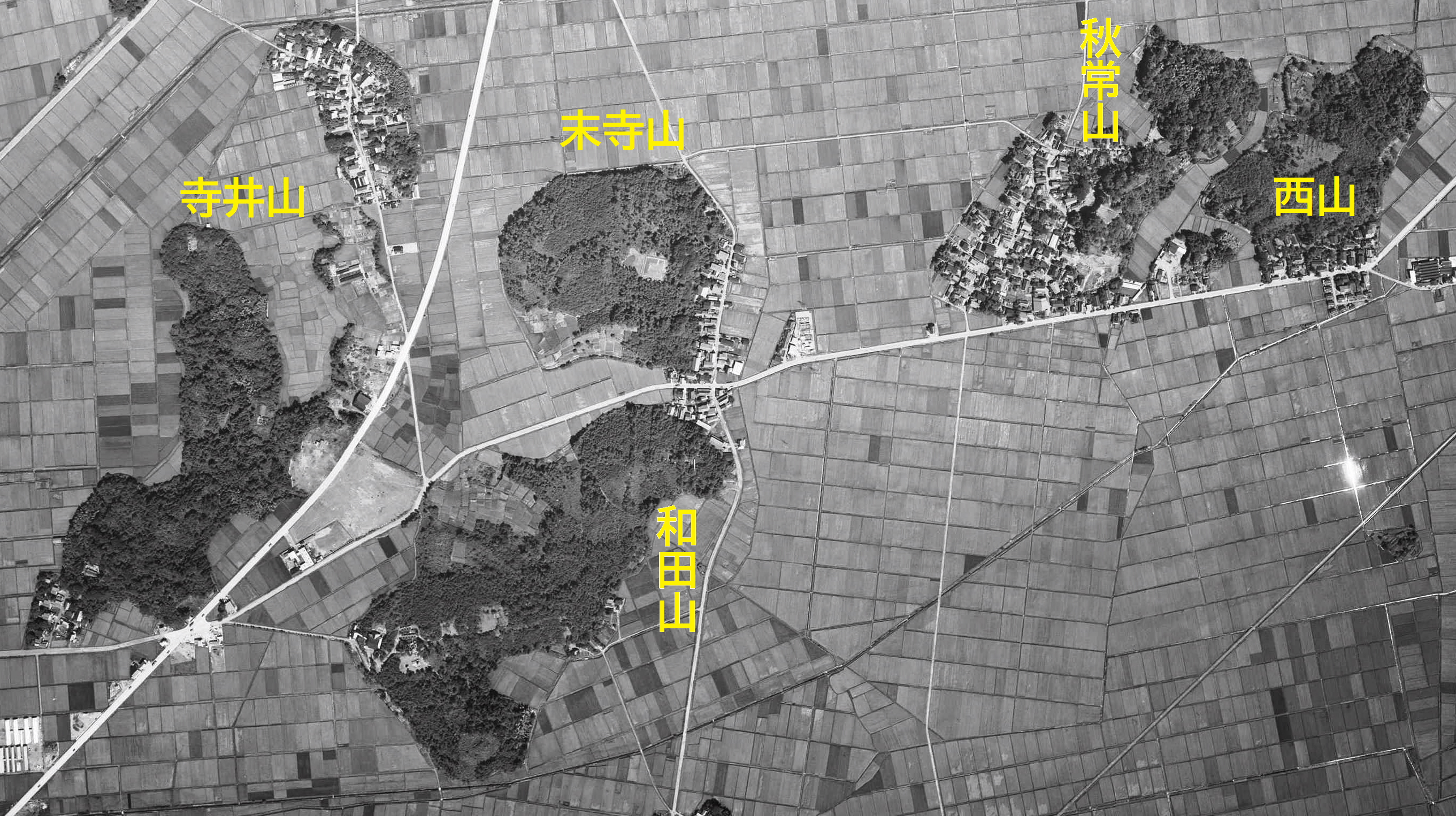
能美古墳群を構成する各古墳群が所在する山々。（1963年）

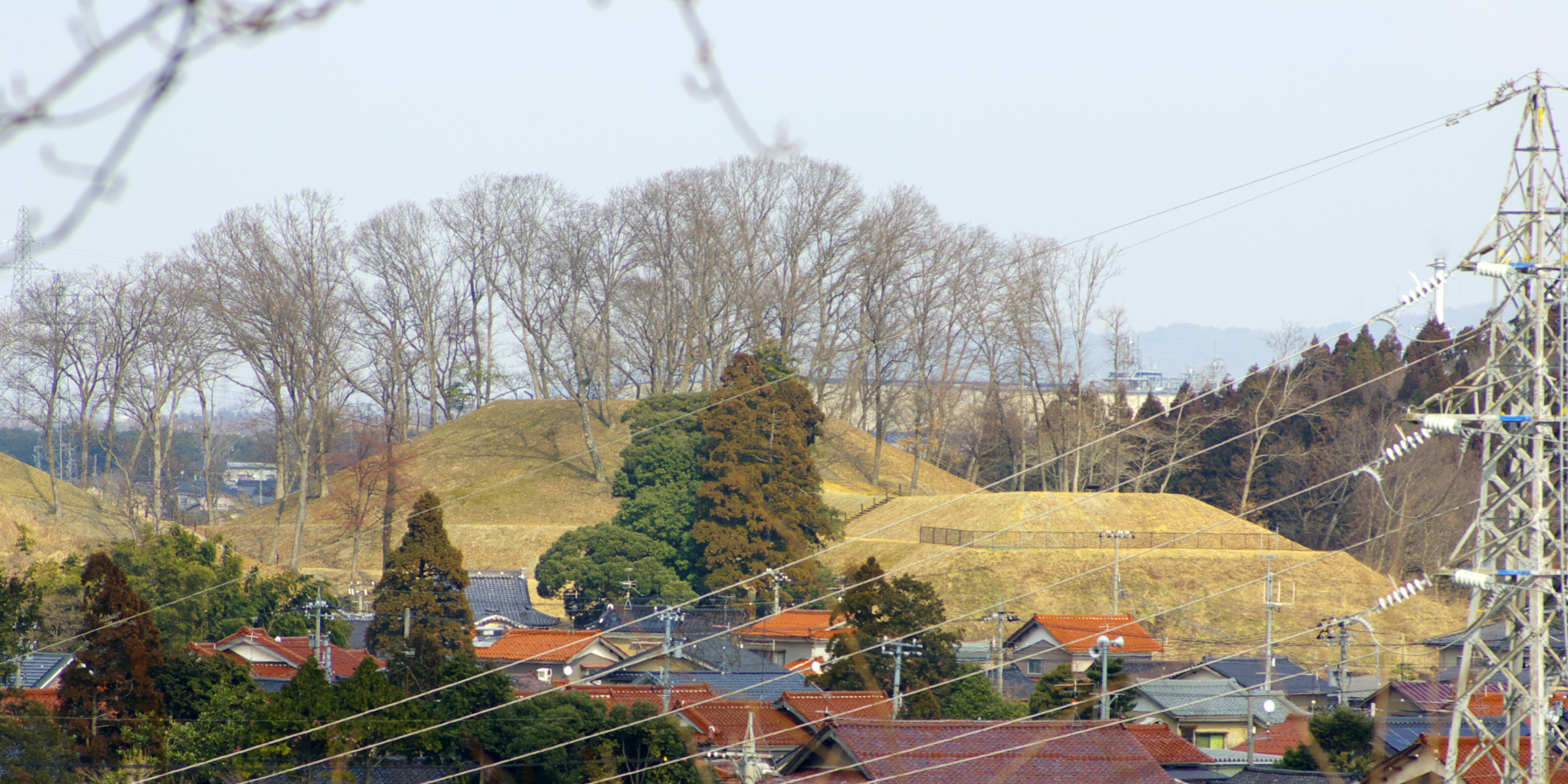
和田山5号墳から見た秋常山1号墳。（2012年）

手取川下流南岸に広がる能美古墳群は西から寺井山（てらいやま）、末寺山（まつじやま）、和田山（わだやま）、秋常山、西山の5つの独立小丘よりなる。
秋常山1号墳は、寺井山・末寺山・和田山ブロックを離れ、秋常・西山ブロックで年代上初めて築造された古墳である。隔絶した規模は、先行古墳との関係性を見出すことが難しく、直続する大型古墳も認めない。ただし和田山5号墳は秋常山1号墳の間に系譜的つながりを認識して築造されたと推定できるとする。
和田山5号墳は、秋常山と互いに見通せる和田山の西端に位置し、塊状をなす半ば独立した尾根一つを占め、後円部をともに北東方向に向けるなど秋常山1号墳の立地を踏襲し、秋常山2号墳と埋葬施設を共通にしていることからによる。

## 史跡
「能美古墳群」として、国の史跡に指定されている。1975年に「和田山・末寺山古墳群」が、1999年に「秋常山古墳群」が国の史跡に指定された。2013年に、既指定の2史跡を統合するとともに、新たに寺井山古墳群と西山古墳群を追加指定し、史跡の指定名称を「能美古墳群」と変更し、一括しての保存を図ることとなった。
- 能美古墳群（のみこふんぐん）-1975年3月18日指定、1999年1月14日指定、2013年10月17日統合、追加指定、名称変更
  - 寺井山古墳群（てらいやまこふんぐん）
  - 和田山古墳群（わだやまこふんぐん）
  - 末寺山古墳群（まつじやまこふんぐん）
  - 秋常山古墳群（あきつねやまこふんぐん）
  - 西山古墳群（にしやまこふんぐん）

## 保存整備事業
1999年の国の史跡指定を受け、旧寺井町は1999年2月に史跡秋常山古墳群整備委員会を立ち上げ、本格的整備を開始。その事業は能美市に受け継がれた。主な内容は下記。
- 史跡公有地化・秋常八幡神社移転・墓地移転
- 1・2号墳の墳丘復元・緑地化
- 1号墳の葺石一部復元
- 2号墳の埋葬施設展示室
- 2号墳の埴輪復元
- 秋常工区農村公園
- 駐車場

1号墳は、2段築成か3段築成かの評価が古墳研究者の間でも定まっていなかったため、調査データーから墳丘プランを確定できた上・中段を原形に復元することとし、下段については明らかな後世の改変部分の地形修復に留め、今後の調査検討に委ねることにしたという。
2号墳は、2段築成の可能性が指摘されているが、整備では当時の調査見解を基として作成された1段の復元案が採用されたという。

## 調査と整備小史
- 1984年 - 辰口町史編纂事業に係る現地踏査の際、石川考古学研究会会員により1号墳を発見[16]
- 1984年 - 石川考古学研究会と金沢大学考古学研究会による測量調査[16][17]
- 1991年 - 寺井町教育委員会による測量調査（1次調査）[16]
- 1992年度 - 寺井町秋常山古墳群調査団による2号墳のトレンチ発掘（2次調査）[16]
- 1993年度 - 寺井町秋常山古墳群調査団による1号墳のトレンチ発掘（3次調査）[16]
- 1994年度 - 寺井町秋常山古墳群調査団による1・2号墳のトレンチ発掘（4次調査）[16]
- 1995年度 - 寺井町秋常山古墳群調査団による1・2号墳のトレンチ発掘（5次調査）[16]
- 1996年 - 金沢大学考古学研究会による1号墳のトレンチ発掘（6次調査）[16]
- 1997年 - 寺井町秋常山古墳群調査団による1号墳のトレンチ発掘（7次調査）[16]
- 1998年 - 石川県指定史跡となる[16]
- 1999年 - 国指定史跡となる[16]
- 2001年 - 寺井町教育委員会による1・2号墳のトレンチ発掘（8次調査）[16]
- 2002年 - 寺井町教育委員会による2号墳のトレンチ発掘（9次調査）[16]
- 2002年 - 秋常工区農村公園着工[14]
- 2003年 - 寺井町教育委員会による1号墳のトレンチ発掘（10次調査）[16]
- 2004年 - 寺井町教育委員会による1・2号墳のトレンチ発掘（11次調査）[16]
- 2004年 - 国の史跡等総合整備活用推進事業により本格整備開始[14]
- 2005年 - 能美市教育委員会による1号墳のトレンチ発掘（12次調査）[16]
- 2006年 - 能美市教育委員会による1号墳のトレンチ発掘（13次調査）[16]
- 2007年度 - 能美市教育委員会による1号墳のトレンチ発掘（14次調査）[16]
- 2007年 - 東京工業大学による1号墳の墳丘物理探索実施[16]
- 2011年 - 保存整備事業完成[14]

## 交通アクセス
- JR西日本北陸本線 能美根上駅からタクシーで25分（県道102号線・県道4号線経由）